# Daniel Barritt
Daniel Barritt (Burnley, 23 augustus 1980) is een Brits rallynavigator, actief naast Elfyn Evans in het wereldkampioenschap rally.

## Carrière

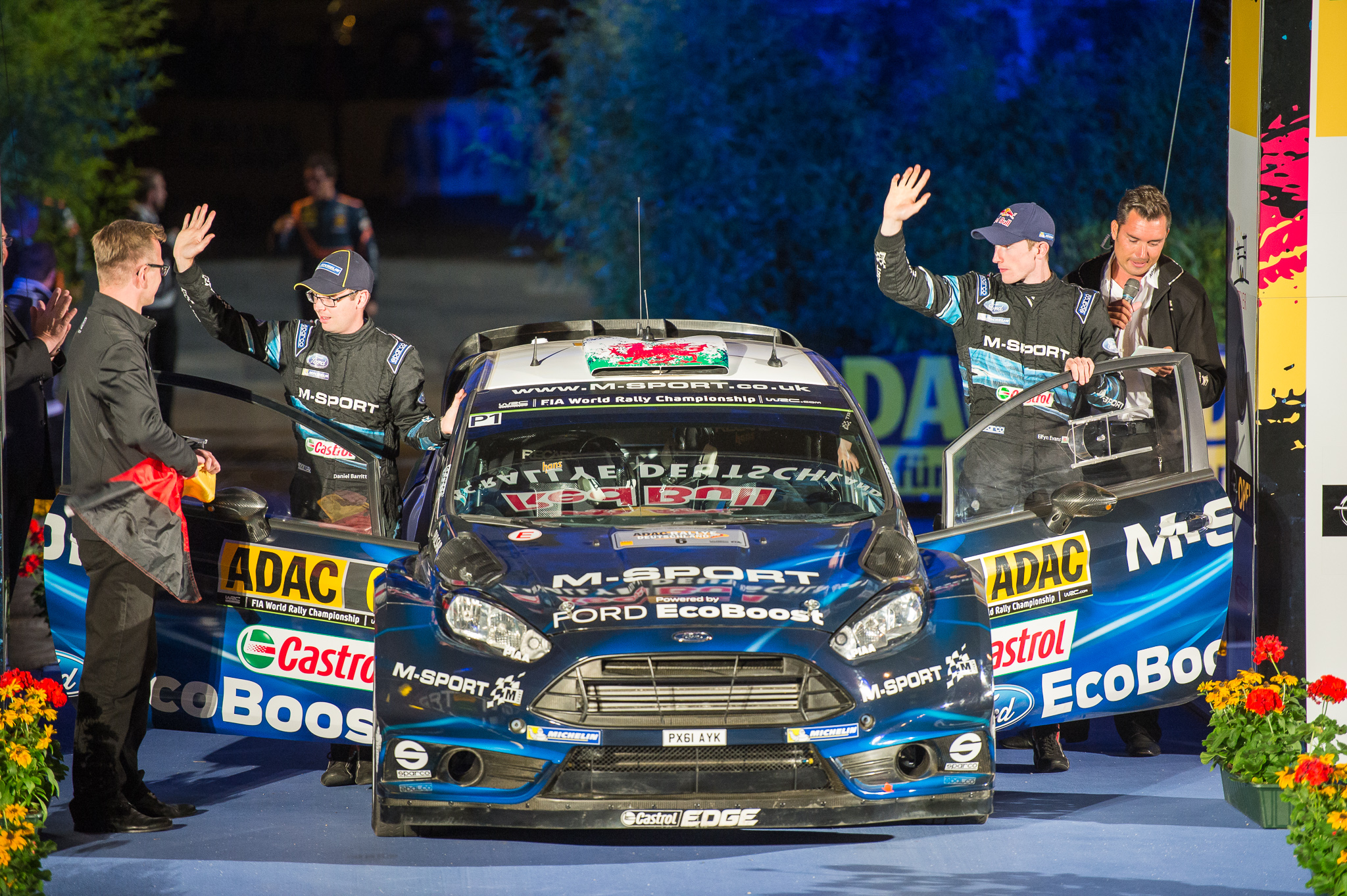
Barritt (links) en Evans voor aanvang van de Rally van Duitsland in 2014

Daniel Barritt is sinds 1999 actief als navigator in de rallysport. Deelnames aan WK-rally's kwamen er met meer regelmaat toen hij plaatsnam naast de Japanse rallyrijder Fumio Nutuhara in het Production World Rally Championship. In 2009 reed hij met Conrad Rautenbach een volledig seizoen in het WK voor het Citroën Junior Team met de Citroën C4 WRC. Een zesde en vijfde plaats in Cyprus en Griekenland respectievelijk waren de beste resultaten dat jaar. Sinds 2013 is Barritt de navigator van Elfyn Evans en maken ze onderdeel uit van het officiële M-Sport World Rally Team. Het duo heeft tot dusver drie podium resultaten geboekt in het wereldkampioenschap rally.